# Муфди Закария
Му́фди Закари́я (араб. مفدي زكريا‎) (псевдоним — Ибн Тумарт; 12 июня 1908, Гардая, Алжир — 17 августа 1977, Тунис (город), Тунис) — алжирский поэт, известен как «поэт алжирской революции». Стихи написаны преимущественно на литературном арабском языке, песни — на алжирском диалекте арабского языка. Использовал традиционный аруз и приемы новой арабской поэзии.

## Биография
Муфди Закария родился 12 июня 1908 года в деревне Гардая, в Алжире. Был мозабитского берберского происхождения и вырос в регионе Мзаб. Он учился в медресе Зейтуния (Тунис). Вёл активную политическую жизнь, был генеральным секретарем алжирской национальной партии «Североафриканская звезда». За участие в борьбе против французских колонизаторов Муфди Закария подвергался репрессиям. В 1956 году, находясь в тюрьме «Серкаджи-Бербарусс» он написал песню Кассаман, которая после обретения Алжиром независимости стала национальным гимном. После того, как Муфди Закария в 1959 бежал из тюрьмы, он жил в Марокко и Тунисе.

## Литературная деятельность
Муфди Закария является автором сборников стихов о борьбе за национальную независимость Алжира. Первый сборник — «Священный огонь» («аль-Лахаб аль-мукаддас») вышел в 1961 году. Через 4 года вышел второй сборник — «Под сенью олив» («Тахта зиляль аз-зейтун»). В своих стихах Муфди Закария воспевал героизм борцов Сопротивления, победы Туниса и Марокко в освободительной войне.